# Attentat du 20 avril 2017 sur l'avenue des Champs-Élysées à Paris
L'attentat du 20 avril 2017 sur l'avenue des Champs-Élysées est une attaque terroriste perpétrée sur l'avenue des Champs-Élysées à Paris, dans la soirée. Un homme armé d'une kalachnikov tire sur un fourgon de police, tuant le conducteur, Xavier Jugelé, et blessant deux autres policiers avant d'être abattu. Une passante est également touchée.
L'assaillant, identifié comme étant Karim Cheurfi et décrit comme dangereux du fait de son obsession à vouloir tuer des policiers, avait plusieurs condamnations à son actif, dont une en 2005 à quinze ans de détention pour tentatives de meurtre à l'encontre d'un élève gardien de la paix, du frère plus jeune de celui-ci ainsi que d'un second policier. Il ne faisait cependant pas l'objet d'une fiche S.
Moins de deux heures après, l'organisation terroriste État islamique (dite « Daech ») revendique l'attentat. Cette revendication, qui indique que l'auteur de l'attentat serait un dénommé Abou Youssouf al Belgiki,,, suscite des interrogations sur l'implication réelle de l'EI,.

## Contexte
L'attaque a lieu le 20 avril 2017 au soir, moins de trois jours avant le premier tour de l'élection présidentielle, alors que la France est en état d'urgence depuis le 14 novembre 2015. Deux jours plus tôt, la police arrête à Marseille deux individus suspectés de commettre un attentat en France pendant les élections,.
Depuis les mois de mars et avril 2017, plusieurs pays européens sont touchés par des attaques revendiquées ou non, l'attaque de l'aéroport d'Orly (18 mars), l'attentat de Westminster (22 mars), l'attentat-suicide à Saint-Pétersbourg (3 avril) et l'attentat au camion-bélier de Stockholm (7 avril).

## Déroulement des faits
À 20 h 47, un individu à bord d'une Audi 80 grise se gare à l'angle de la rue de Berri et de l'avenue des Champs-Élysées. Au bout de quelques minutes, il redémarre et, au niveau du 102, avenue des Champs-Élysées, gare son véhicule à hauteur d'un fourgon de policiers de la 32e compagnie d’intervention de la DOPC de la préfecture de police de Paris en mission de protection, à cette adresse, du service de la culture et de l'information de l'ambassade de Turquie car un rassemblement de Kurdes y avait été annoncé par radio.
Armé d'un fusil d'assaut de type kalachnikov, l'homme descend de son véhicule, le contourne par l'avant et fait feu à travers la vitre avant sur le policier assis au volant du fourgon de service. Le conducteur, Xavier Jugelé, gardien de la paix de 37 ans qui faisait une pause repas, est tué de deux balles dans la tête. Puis, l'assaillant contourne le car de police, tire sur les policiers en faction devant l'office de tourisme turc, blessant gravement un sous-brigadier de 35 ans au fessier d’une balle qui est remontée vers la cage thoracique, et plus légèrement un autre policier (la balle ayant ricoché sur son gilet pare-balles). L'assaillant est abattu par les tirs de riposte de policiers,. Une passante allemande est touchée par un éclat au talon lors des échanges de tir qui durent une vingtaine de secondes. 27 cartouches sont tirées en riposte dont 13 atteignent l'assaillant. D'après le porte-parole du ministère de l'Intérieur, « les policiers ont été, a priori, délibérément pris pour cible »,.
Le Système d'alerte et d'information des populations (SAIP) n'a pas émis d'alerte durant cette attaque, et le dispositif de contrôle d'absence de danger Facebook (Facebook Safety Check) n'est pas activé.
La fusillade provoque un mouvement de panique sur l'avenue. Un tweet de l'agence Reuters évoque la possibilité d'un braquage qui aurait mal tourné, les Champs-Élysées étant en effet en bordure du Triangle d'or, mais les premiers témoignages suggèrent rapidement qu'il s'agit d'un acte terroriste. Rapidement, la partie haute des Champs-Élysées est sécurisée : les stations de métro proches fermées et un périmètre interdit à la circulation s'étend de la place Charles-de-Gaulle jusqu'au rond-point des Champs-Élysées-Marcel-Dassault. Un hélicoptère de la Préfecture de police surveille la zone pendant deux heures. La BRI quadrille le secteur pour trouver d'éventuels complices qui auraient pris la fuite. Le dispositif de sécurité est allégé au milieu de la nuit.

### Les victimes
Le gardien de la paix Xavier Jugelé, 37 ans, était membre de la 32e compagnie de la direction de l'ordre public et de la circulation (DOPC) de la préfecture de police de Paris.
Gardien de la paix depuis six ans, après avoir passé cinq ans comme gendarme adjoint volontaire, il avait participé à la sécurisation des environs du Bataclan lors des attentats de novembre 2015. Il était présent au concert de Sting lors de la réouverture de cette salle le 12 novembre 2016. Il était parti deux fois en Grèce pour sécuriser l'afflux de migrants venus des zones de conflit au Moyen-Orient au plus fort de la crise migratoire de 2015 et 2016. Il devait être muté dans quelques semaines au Service de coopération technique internationale de police (SCOPOL) au sein de la police judiciaire. Né le 4 mai 1979 à Bourges, sans enfant, il était pacsé avec Étienne Cardilès, diplomate au Quai d’Orsay. Ouvertement gay, il était adhérent de Flag !, l'association luttant contre les discriminations envers les personnes LGBT dans les forces de l'ordre. Il faisait régulièrement partie des agents en uniforme sécurisant les manifestations. Il était aussi passionné de cinéma et de musique.
Le lendemain de l'attaque, le président de la République François Hollande, le premier ministre Bernard Cazeneuve et le ministre de l'Intérieur Matthias Fekl se rendent au chevet du policier grièvement blessé à l'Hôpital européen Georges-Pompidou.
Le 21 avril au soir, des rassemblements de policiers ont lieu à Paris, mais aussi dans d'autres villes comme à Toulouse, pour rendre hommage au policier tué. Les policiers municipaux de Bordeaux avaient observé une minute de silence vendredi à midi. Un hommage national lui a été rendu le mardi 25 avril avant qu'il ne soit inhumé à Romorantin (Loir-et-Cher), où il avait passé une partie de sa jeunesse. Son père militaire Michel Jugelé était affecté à la base aérienne de Pruniers-en-Sologne où il a terminé sa carrière en tant qu'adjudant-chef, avant d'être promu major.
Le 25 avril, François Hollande préside une cérémonie d'hommage national à la préfecture de police de Paris. Xavier Jugelé y est élevé, à titre posthume, au grade de capitaine et fait chevalier de la Légion d’honneur, et sa mémoire est saluée ainsi par son compagnon : « Je t’aime. Restons tous dignes et veillons à la paix et gardons la paix ». Se référant au journaliste Antoine Leiris connu pour sa réaction « Vous n'aurez pas ma haine » à la mort de son épouse tuée lors des attentats du 13 novembre 2015 au Bataclan, il déclare : « Cette douleur m’a donné le sentiment d’être plus proche que jamais de tes camarades qui souffrent, comme toi silencieusement, comme moi silencieusement. Pour ce qui me concerne, je souffre sans haine (...) Cette haine, Xavier, je ne l’ai pas parce qu’elle ne te ressemble pas, parce qu’elle ne correspond en rien à ce qui faisait battre ton cœur, ni ce qui avait fait de toi un gendarme puis un gardien de la paix ». Le 30 mai, Étienne Cardilès épouse à titre posthume à la mairie du 14e arrondissement son compagnon Xavier Jugelé en présence d'Anne Hidalgo et de François Hollande, alors ancien président de la République.
Les deux gardiens de la paix blessés lors de l’attaque sont nommés chevaliers de l’ordre national du Mérite. La cérémonie a lieu en présence de plusieurs personnalités comme l’ancien chef de l’État Nicolas Sarkozy, les anciens premiers ministres Jean-Marc Ayrault, Manuel Valls et Jean-Pierre Raffarin, le procureur de Paris, François Molins, et les présidents des assemblées parlementaires Claude Bartolone et Gérard Larcher, ainsi que les deux candidats du second tour de l'élection présidentielle, Emmanuel Macron et Marine Le Pen, à qui il « demande d’accorder les ressources budgétaires nécessaires pour recruter les personnels indispensables à la protection de nos concitoyens (...) [et de leur] fournir les moyens qui leur permettront d’agir encore plus efficacement. » Le président de la République rappelle aussi le dévouement des policiers Clarissa Jean-Philippe, Franck Brinsolaro et Ahmed Merabet morts en janvier 2015 « morts pour que nous puissions vivre libres. »
Après la cérémonie du ravivage de la flamme devant tombe du Soldat inconnu le jour de sa prise de fonctions, le Président de la République Emmanuel Macron fait halte devant le lieu de l'assassinat de Xavier Jugelé.

## Enquête judiciaire
Le texte peut changer fréquemment, n’est peut-être pas à jour et peut manquer de recul. 
Le titre et la description de l'acte concerné reposent sur la qualification juridique retenue lors de la rédaction de l'article et peuvent évoluer en même temps que celle-ci.

### Déroulement de l'enquête
Aux alentours de 22 h 15, une enquête de flagrance est ouverte par la section antiterroriste du parquet de Paris pour « assassinat et tentative d'assassinat sur personne dépositaire de l'autorité publique en relation avec une entreprise terroriste » ainsi que pour le chef « d'association de malfaiteurs terroristes criminels en vue de la préparation de crimes d'atteinte aux personnes ». Un morceau de papier, vraisemblablement tombé de la poche de l'assaillant, est découvert à proximité de son corps, supportant un message manuscrit défendant la cause de Daech. Après l'intervention d'une équipe de déminage sur l'Audi, les agents de la police technique et scientifique y découvrent des notes manuscrites avec les adresses du commissariat de Lagny-sur-Marne, de la Direction générale de la sécurité intérieure (DGSI) et trois adresses d'armureries, et dans le coffre un sac de sport contenant un fusil à pompe avec des munitions de calibre 12, des armes blanches (deux couteaux de cuisine et un sécateur) ainsi qu'un Coran.
Vers 22 h 30, les policiers mènent des perquisitions au domicile de l’assaillant à Chelles dans l’Est parisien, où il vit chez sa mère dans un pavillon. Des « éléments de radicalisation », dont un livret salafiste, sont retrouvés dans ce domicile. Les enquêteurs ont notamment saisi un ordinateur, des téléphones, une crosse de fusil, un bout de canon scié, des tapis de prière, un Coran et une demande de permis de chasse. Trois membres de l'entourage de l'assaillant interpellés au domicile de Chelles sont entendus en garde à vue puis relâchés.
Trois hommes sont aussi entendus sous ce statut et remis en liberté le 27 avril. Le 30 avril, le père du terroriste, Salah Cheurfi, est mis en examen pour menace de mort sur personne dépositaire de l'autorité publique, mais aussi pour apologie du terrorisme. Trois jours plus tôt, l'homme s'est présenté au commissariat de Noisy-le-Grand. Ivre et dans un état de grande confusion, il a menacé de mort les policiers. Déjà condamné début janvier 2018 à 18 mois de prison dont 12 avec sursis pour des propos faisant l’apologie du terrorisme devant des policiers qui venaient de l’interpeller pour conduite en état d’ivresse, Salah Cheurfi est condamné fin janvier 2018 pour le même comportement et des menaces de mort envers des policiers et le maire de Chelles à dix mois de prison ferme et à des amendes de 900 à 2 000 euros à deux policiers, au maire et au compagnon de la victime de son fils.
Un suspect dont l'ADN a été retrouvé sur l'arme de Karim Cheurfi est interpellé le 15 mai 2017 à son domicile de Saint-Thibault-des-Vignes (Seine-et-Marne) puis mis en examen et placé en détention provisoire. Une information judiciaire est ouverte pour assassinat, tentatives d'assassinat de policiers en relation avec une entreprise terroriste, association de malfaiteurs terroriste criminelle, ainsi que pour acquisition, détention, cession et transport d'arme en lien avec une entreprise terroriste. Cinq personnes de plus (deux hommes et trois femmes) sont interpellées le 6 juin 2017 et placées en garde à vue au 36, quai des Orfèvres concernant l'enquête sur la provenance du fusil d'assaut Kalachnikov. Quelques jours plus tard, trois individus (Nourredine Allam. Yanis Aidouni et Mohamed Bouguerra) sont mis en examen pour leur implication dans la fourniture du fusil d’assaut utilisé par Karim Cheurfi.

### Profil de l'assaillant
D'après la carte grise découverte dans sa voiture, l'assaillant s'appelle Karim Cheurfi, né le 31 décembre 1977 à Livry-Gargan (Seine-Saint-Denis).
En 2001, il est un petit délinquant, lorsqu'il percute accidentellement, au volant d'une voiture volée, le véhicule d'un élève policier, alors en repos, qui était accompagné d'un frère, plus jeune ; il tente alors de s'enfuir en ouvrant le feu et blesse au ventre l'élève policier qui s'est identifié, ainsi que le frère. Arrêté, il dérobe l'arme d'un policier pendant sa garde à vue et tire sur lui à cinq reprises, le touchant trois fois,. Ces faits lui valent d'être condamné à vingt ans de réclusion criminelle, ramenés à 15 en appel. Il est de nouveau condamné en 2008 à trois mois d'emprisonnement pour des faits de violence sur personnes dépositaires de l’autorité publique, puis le 4 novembre 2009 à 18 mois d’emprisonnement pour des faits de violences sur un codétenu. Par le biais des remises de peine, il est libéré au bout de onze ans de détention.
Libéré dans le cadre d’une semi-liberté le 7 juillet 2012 et admis au régime de la libération conditionnelle le 7 septembre 2013, il est à nouveau incarcéré le 15 octobre 2013 pour vol avec effraction dans un local d’habitation, refus d'obtempérer, recel de vol et usurpation de plaque d’immatriculation,. Il est condamné à 4 ans de prison dont deux ans de sursis avec mise à l’épreuve. En liberté conditionnelle depuis le 14 octobre 2015, il est suivi par un juge d’application des peines du tribunal de Meaux (Seine-et-Marne), son contrôle judiciaire étant assorti d'une obligation de soins psychiatriques et d'une interdiction de sortie du territoire. Il commence à être suspecté de radicalisation à partir de décembre 2016, ce qui lui vaut d'être inscrit au Fichier des signalements pour la prévention de la radicalisation à caractère terroriste (FSPRT, fichier différent de la fiche S). À cette époque, il est signalé par une personne qui indique qu’il aurait la volonté de s’en prendre à des policiers, afin de venger les musulmans tués en Syrie. Il est aussi dénoncé pour être à la recherche d’armes et chercher à entrer en contact avec un combattant dans la zone irako-syrienne au début de l’année, mais le résultat de ses tentatives n'est pas connu.
Le parquet de Meaux ouvre une enquête préliminaire le 13 janvier 2017 concernant Karim Cheurfi, soupçonné d'avoir menacé de mort des policiers en ligne et d'avoir cherché à se procurer des armes. Il est interpellé le 23 février 2017 et emmené en garde à vue à Meaux. Son domicile est perquisitionné. Les enquêteurs découvrent qu'il s'est fait livrer par Internet des couteaux de chasse, des colliers de serrage en plastique, des masques et une caméra d'action qui ne sont pas des éléments suffisants pour caractériser ces menaces. Aucun lien avec la mouvance islamiste radicale n’ayant été mis en évidence, le procureur de la République de Paris n'étend pas ses poursuites.
Étant parti plusieurs semaines en Algérie en janvier 2017 au prétexte de s’y marier, il est convoqué par la justice le 7 avril pour avoir quitté le territoire alors que cela lui était interdit, mais le juge n'a pas procédé à la révocation de son sursis avec mise à l'épreuve.
Vivant à Chelles (Seine-et-Marne) au domicile de sa mère au moment de l'attentat, il se consacre alors officiellement à la vente de vêtements sur les marchés.
Le procureur de la République de Paris, François Molins, tient une seconde conférence de presse le 21 avril en fin d'après-midi. Il confirme que Karim Cheurfi n’était pas fiché « S » car il n’avait pas présenté tout au long de sa période d’incarcération de signe de radicalisation ou de prosélytisme.

## Revendication
À 23 h 40 heure française, l'organisation terroriste de l'État islamique (Daech) revendique l'attaque dans un communiqué diffusé en arabe par son agence de propagande Amaq. Le groupe djihadiste présente l'assaillant présumé sous la forme d'un nom composé : Abou Youssouf al Belgiki (le Belge),. Cette revendication très rapide suscite le doute et des interrogations,.
La confusion est alimentée par l'agence de presse Reuters qui diffuse de fausses informations tout au long de la soirée de l'attentat en expliquant qu'il était lié à un braquage, puis il est évoqué un deuxième tireur, un complice en fuite, une deuxième fusillade dans une rue adjacente, la mort d'un second policier et que l'assaillant était fiché S : toutes ces informations se révéleront fausses et seront démenties. Le pseudo-journaliste Jean-Paul Ney, condamné pour avoir divulgué en 2015 l'identité des frères Kouachi en pleine enquête policière, annonçait de manière tout aussi infondée par un tweet repris par Reuters : « Attentat sur les Champs, urgent la police recherche #YoussoufElOsri est arrivé depuis la Belgique avec le Thalys ». Des canaux non officiels de l'État islamique sur Telegram ont diffusé la photo d'un prétendu Abou Youssouf le Belge vers 1 h 30 le 21 avril, mais ce cliché ne correspond ni à l'assaillant, ni à ce Abou Youssouf.
L’identification de l’auteur par son nom de guerre et le qualificatif de « soldat du califat » suggèrent que l’attaque a été préméditée et organisée par l'État islamique, ou du moins que celui-ci connaissait l’assaillant. Or, le communiqué semble concerner un certain Youssouf résidant à Anvers, mentionné dans un avis de recherche lancé la veille de l'attentat par la police belge au sujet d'une affaire de stupéfiants. La découverte à son domicile d'armes à feu, d'une cagoule et un billet de train Thalys Bruxelles-Paris a entraîné l'alerte des policiers français, conduisant à faire un lien rapidement démenti entre cette affaire et l'attentat. Ledit Youssouf étant présent sur son lieu de travail au moment de l’attentat, il est mis hors de cause.
Un membre français, mais élevé en Belgique, du commando impliqué dans les attentats du 13 novembre 2015, Brahim Abdeslam, avait été désigné comme « belge » dans les revendications en étant désigné sous le nom d'Aboul-Qaqa’ al-Baljiki dans un photomontage du magazine djihadiste Dabiq diffusé en janvier 2016. Si le nom d’Abou Youssouf al-Belgiki visait peut-être à brouiller les pistes, les enquêteurs tendent à penser que l'État islamique assiégé au Moyen-Orient aurait souhaité s'attribuer une action à laquelle il n'aurait pas collaboré, même si le groupe peut inspirer les passages à l’acte.

## Réactions

### Réactions nationales

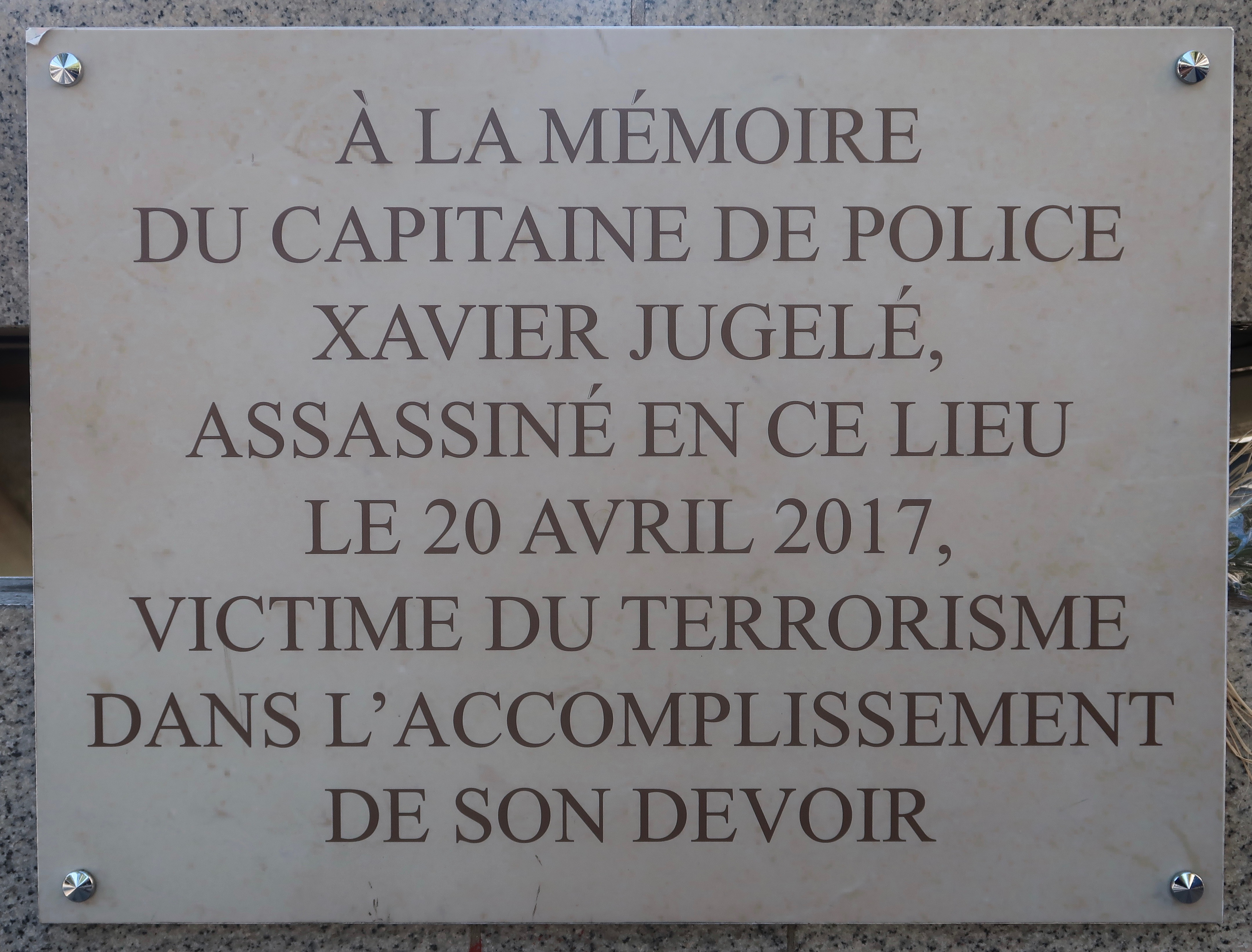
Plaque devant le no 102 avenue des Champs-Élysées.

- François Hollande, après une réunion de crise tenue à l'Élysée vers 22 h, annonce dans une courte allocution débutée à 23 h 18 et relayée par Twitter que ses « pensées vont à la famille du policier tué et aux proches des blessés. Un hommage national sera rendu ». Il convoque un conseil de défense le 21 avril à 8 h du matin[67].

- Cet attentat bouleverse l'émission politique en direct « 15 minutes pour convaincre », dernière  émission télévisée rassemblant tous les candidats avant le premier tour de l'élection présidentielle 2017, trois jours plus tard. Certains ayant déjà fait leur intervention avant la fusillade, ils n'ont pas pu s'exprimer dessus au cours de leur entretien. Cependant, ils ont tous eu l'occasion d'avoir une réaction à la fin de l'émission. Les paroles des participants à la fin sont donc[68] :
  - Jean-Luc Mélenchon, candidat de La France insoumise : « Nous adressons une pensée émue à la famille de la victime. Les criminels ne seront jamais impunis. Pas de panique. Ne pas interrompre le processus démocratique. Il faut que la vie l'emporte sur la mort. A l'heure des choix, chacun est juge. Les violents n'auront pas le dernier mot contre les Républicains. Notre devoir est de ne pas nous abaisser à des polémiques dont rêve l'ennemi. »
  - Benoît Hamon, candidat du Parti socialiste : « J’adresse mes pensées à la famille du policier tué ainsi qu'aux blessés. Nous sommes au cœur d'une crise que vivent intensément les Français, qui n'est pas qu'économique et sociale. Pour la Liberté, l’Égalité, la Fraternité, choisissez en fonction de votre raison, choisissez pour vous. »
  - François Fillon, candidat des Républicains : « Je considère que dans le contexte que nous vivons qu'il n'y a pas lieu de poursuivre la campagne électorale. Nous devons montrer notre solidarité avec les policiers et la population française qui est de plus en plus inquiète. Le combat contre le totalitarisme islamiste doit être la priorité absolue. Ce combat doit passer par une mobilisation mondiale, une lutte sans merci contre ceux qui propagent ces thèses et qui prennent les musulmans en otage. Ce sera ma priorité absolue ».
  - Philippe Poutou, candidat du Nouveau Parti anticapitaliste : « Nous aussi, on est attristés. Mais pour nous, la lutte contre le terrorisme, c'est l'arrêt de la politique internationale de la France au Qatar ou en Arabie saoudite (...) Il est temps de combattre le terreau du terrorisme. »
  - Jean Lassalle, candidat de Résistons : « Notre posture à cet instant est un signe d'espoir pour tous ceux que nous aspirons représenter. »
  - Jacques Cheminade, candidat de Solidarité et progrès, ne fait pas mention de la fusillade dans sa conclusion. À la place, il déclare : « Je voudrais être la voix des sans-voix, pour construire une alliance pour le progrès dans notre pays, contre la dictature des marchés financiers. Je ne pense pas gagner cette présidentielle, mais représenter un outsider qui défie l'oligarchie. »
  - François Asselineau, candidat de l'Union Populaire Républicaine : « Je partage l'émotion de tous ce soir et je présente à la famille de la victime toutes mes condoléances. »
  - Nicolas Dupont-Aignan, candidat de Debout la France : « Je pense à la famille du policier disparu, et je salue les forces de l'ordre qui risquent chaque jour, sur notre sol ou à l'étranger, leur vie pour notre liberté. Le meilleur hommage que l'on puisse leur rendre, c'est de vaincre les barbares. Le choix que vous allez faire dimanche est historique : c'est le choix de survie de la France comme nation libre. »
  - Nathalie Arthaud, candidate de Lutte ouvrière : « Je veux exprimer ma solidarité avec les victimes de cet attentat. Ce sont évidemment des actes abjects, mais je rejette toute solidarité avec la politique de l’État français. C'est une politique qui aggrave la situation et alimente le terrorisme. »
  - Emmanuel Macron, candidat d'En marche ! : « Je veux redire toute ma solidarité à l'égard de nos forces de l'ordre. [...] Ce qui s'est passé ce soir est la preuve qu'une fois encore notre pays est attaqué en son cœur et que nous vivrons durablement sous cette menace. »
  - Marine Le Pen, candidate du Front national : « J'ai été saisie par la tristesse et par la colère sourde. La colère sourde parce que je suis étreinte par le sentiment que tout n'est pas fait pour mettre nos compatriotes à l'abri. J'ai entendu des mots de compassion pour les forces des [sic] l'ordre mais je pense qu'il faut aller plus loin : les policiers attendent des moyens pour se défendre et combattre le terrorisme islamiste. Je ne veux pas que l'on dise à notre jeunesse qu'elle vivra durablement avec ce danger. Il faut s'attaquer aux racines du mal : c'est fini le laxisme et la naïveté. On ne peut pas laisser ce pays impuissant à les défendre. »[69]
- La maire de Paris Anne Hidalgo affirme que « notre ville est une fois encore mise à l'épreuve » mais que « nous ne céderons rien »[70].
- Le Conseil français du culte musulman (CFCM) dénonce « avec la plus grande vigueur cette nouvelle attaque lâche et barbare qui a délibérément ciblé les forces de l'ordre » estimant ces faits « en aucun cas » conformes aux « valeurs morales de l'islam » et « appelle la Nation toute entière à l'unité et à la solidarité »[71].
- L'association Musulmans de France (ex-UOIF) affirme qu'« en visant des policiers, l'un des symboles de notre République, ce sont tous les Français qui sont touchés »[71].

### Réactions internationales
- Allemagne : la chancelière Angela Merkel exprime sa « compassion aux victimes et à leurs familles »[72]. Elle affirme par ailleurs se tenir « de façon ferme et déterminée aux côtés » des Français[73].
- Belgique : le Premier ministre de Belgique Charles Michel condamne une  « lâche et ignoble agression »[74].
- Égypte : l'institution égyptienne Al-Azhar, l'une des plus prestigieuses autorités de l'islam sunnite, condamne « avec force cette attaque terroriste immorale »[71].
- États-Unis :
  - le président des États-Unis Donald Trump a présenté ses « condoléances au peuple français »[75] ;
  - le vice-président des États-Unis Mike Pence déclare que c'est « le dernier rappel en date que le terrorisme pouvait frapper partout à tout moment » avant d'ajouter « Nous adressons nos condoléances et nos prières à la population parisienne »[73].
- Espagne : le président du gouvernement d'Espagne Mariano Rajoy déclare « J’ai suivi avec préoccupation les informations provenant de Paris. Nous partageons la douleur du peuple français en ces temps difficiles »[74].
- Royaume-Uni : la Première ministre Theresa May déclare que « le Royaume-Uni condamne fermement l’effroyable attaque terroriste à Paris »[74].
- Union européenne : le président du Parlement européen Antonio Tajani exprime « sa solidarité » et « ses condoléances »[74].

## Mémoire
Le 16 mars 2019, lors de l'acte 18 du mouvement des Gilets jaunes, la plaque commémorative en hommage à Xavier Jugelé est vandalisée, avec l'inscription d'un tag représentant un symbole anarchiste ainsi que par la présence d'un autocollant de l'Action antifasciste,,. Le ministre de l’Interieur Christophe Castaner et le préfet de police Michel Delpuech viennent alors se recueillir devant la plaque dégradée.
Le 20 avril 2021, une cérémonie est organisée devant la plaque commémorative en présence de la maire de Paris Anne Hidalgo, du ministre de l'Intérieur Gérald Darmanin et du préfet de police Didier Lallement.